# Pèlerinage

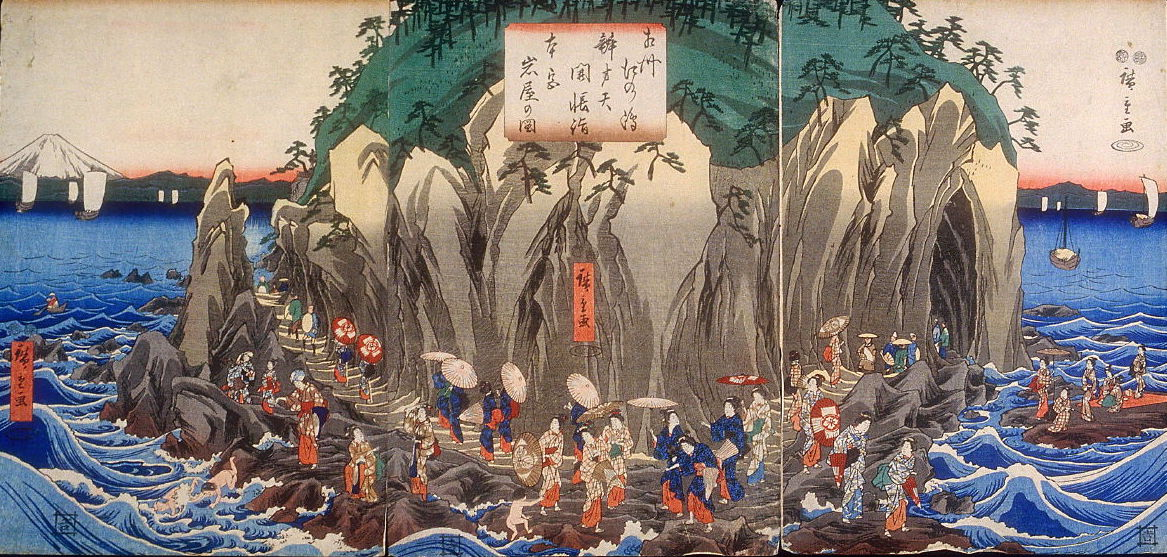
Pèlerinage à la grotte sacrée de Benzaiten, par Hiroshige — Japon, années 1850.

Un pèlerinage (/pεlrinaʒ/; du latin peregrinus, « étranger ») est un voyage effectué par un croyant, le pèlerin, vers un lieu de dévotion, vers un endroit circonscrit tenu pour sacré selon sa religion car supposé contenir une communication directe avec une divinité grâce à une relique, un légendaire (récit d'apparitions, de miracles), une source, un arbre.
Le déplacement des hommes et des femmes — souvent à pied ainsi qu'en bateau ou encore en train ou en avion depuis la révolution industrielle — vers des lieux où ils entrent en contact avec le sacré est une pratique qui apparaît dans de très nombreuses cultures jusqu'à nos jours ; il en existe des indices à Çatal Hüyük, au début du néolithique, ou encore Stonehenge vers 1700 av. J.-C. Le pèlerinage est un phénomène quasi universel de l'anthropologie religieuse. Le pèlerin rencontre le surnaturel en un lieu précis où il participe à une réalité autre que la réalité profane.
Le pèlerinage constitue souvent une importante source de revenus, dès ses débuts. Ce facteur s'est accentué avec l'industrialisation du tourisme, qui participe au développement de la religion concernée : c'est par exemple la présence de Lourdes qui fait de Pau-Pyrénées un aéroport international. Des villes comme La Mecque, Mexico, Bodhgaya ou Bénarès bénéficient des revenus de leurs pèlerinages respectifs, qui peuvent drainer des millions de personnes chaque année.
Dans l'entité géopolitique du bassin méditerranéen, quatre « cultures-monde » liées aux identités religieuses chrétienne (catholique et orthodoxe), judaïque et musulmane constituent la base d'un fort flux touristique dans cette région du monde. Au-delà du seul aspect économique, la circulation de personnes désintéressées, curieuses et animées d'un idéal crée des interactions propres à ouvrir et à renforcer en même temps l'identité des cultures concernées (sur les lieux d'origine, d'arrivée et de passage). Ces voyages hésitent ainsi souvent entre le pèlerinage stricto sensu et le tourisme religieux.
En 2016, le nombre annuel de pèlerins est estimé à 500 millions, dont 80 % concernent l'islam, le bouddhisme et surtout l'hindouisme : le Khumba Mela hindou a ainsi réuni plus de 100 millions de personnes, les pèlerinages chrétiens représentant 90 à 100 millions de pèlerins, soit 20 % des pèlerins.

## Religions disparues
Les premiers pèlerinages remontent à la préhistoire. Les dates exactes du phénomène sont difficiles à attester. Au Néolithique des hommes et des femmes se sont déplacés pour des motifs religieux.
En un certain sens, l'Égypte antique et la Mésopotamie connaissaient également cette pratique, même si la notion est plus floue : ce sont en effet les dieux plutôt que les hommes qui se déplacent.
Les pèlerinages de la religion grecque antique se développent dans l'Antiquité soit vers un sanctuaire (sanctuaire grec d'Épidaure ou celui d'Esculape — l'Asclépios romain), soit vers des éléments naturels : source, grotte (grotte d'Amphiaraos, de Trophonios) ou encore puits.
Dans le bassin méditerranéen, se pratique souvent aussi l'incubation, rite divinatoire consistant généralement à dormir près de lieux « sacrés » pour obtenir, sous la forme d'un songe, les réponses d'un dieu guérisseur aux questions que le pèlerin lui pose.

## Pèlerinages juifs

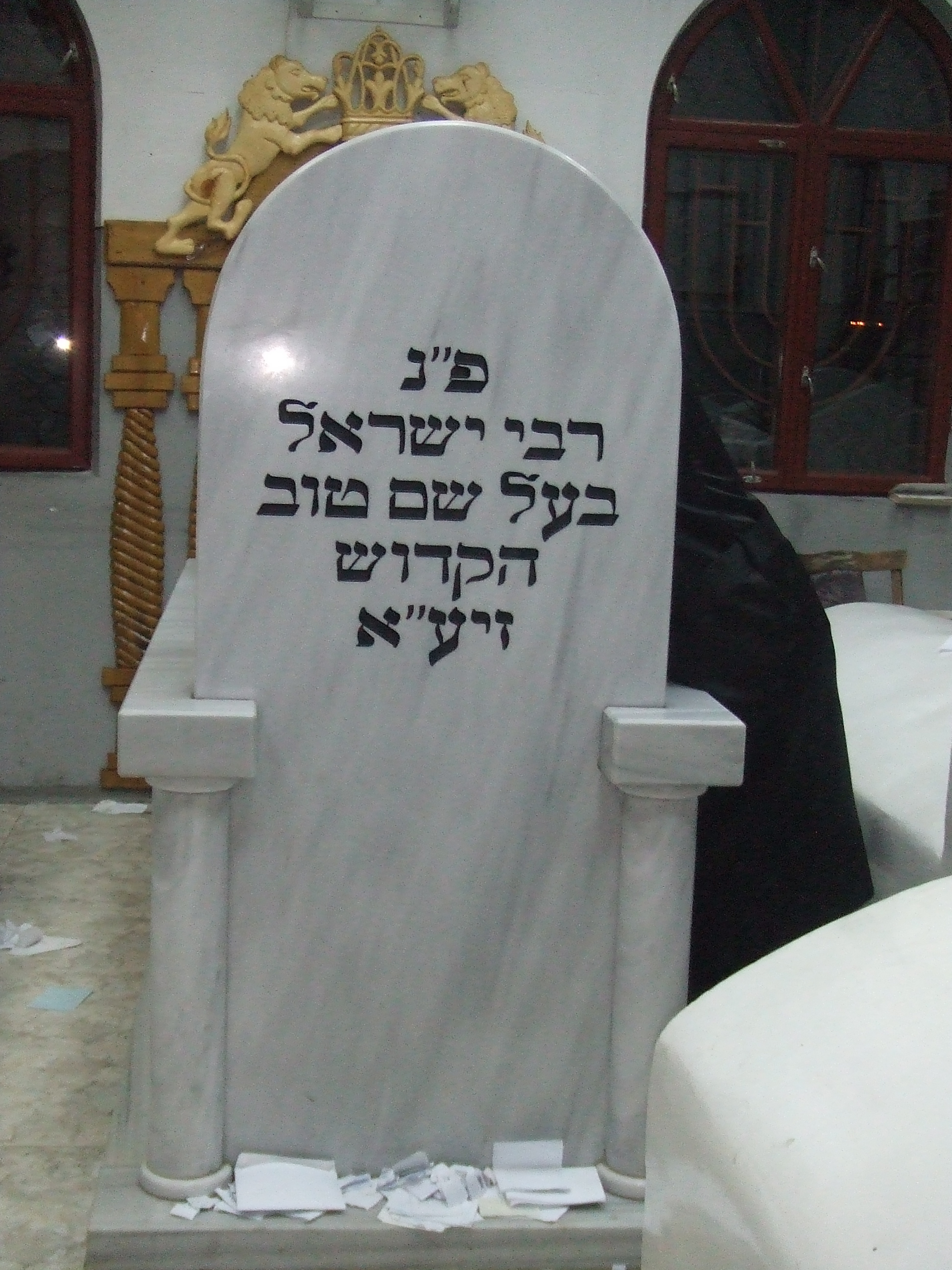
Pierre tombale du Baal Shem Tov

Jérusalem, Israël, Judée et Samarie sont les grands lieux de pèlerinage du judaïsme, particulièrement le dernier mur du Temple de Jérusalem et le tombeau d'Abraham, de Jacob et des matriarches, à Hébron.
Dans l'Antiquité, le pèlerinage au Temple à Jérusalem donne lieu à des cérémonies dans le temple, à des offrandes et à des sacrifices. Les pèlerins y viennent en nombre à l'occasion de trois fêtes juives : Pessah, Chavouoth et Soukkot.
Des tombes de rabbins remarquables par leur sagesse donnent lieu à des pèlerinages en Israël et aussi en diaspora. Par exemple, en Israël : la tombe de rabbi Meïr (Galilée) et en diaspora : celles du Baal Shem Tov (Ukraine), du rabbin Ephraim Al-Naqawa (Tlemcen, Algérie), de Amram ben Diwan (près de Ouazzane, Maroc), ou la tombe de Youssouf al-Ma'arâby ((ar) يوسف المعرابي) que les Juifs considèrent comme l'un de leurs ancêtres, visitée généralement après le pèlerinage à la synagogue de la Ghriba (Djerba). Cette dernière tombe est aussi l'objet d'un pèlerinage, à la fin décembre, entrepris par les Juifs d'origine tunisienne de el-Hamma, qui tiennent ce personnage pour un saint.

## Pèlerinages chrétiens

### Pèlerinages catholiques

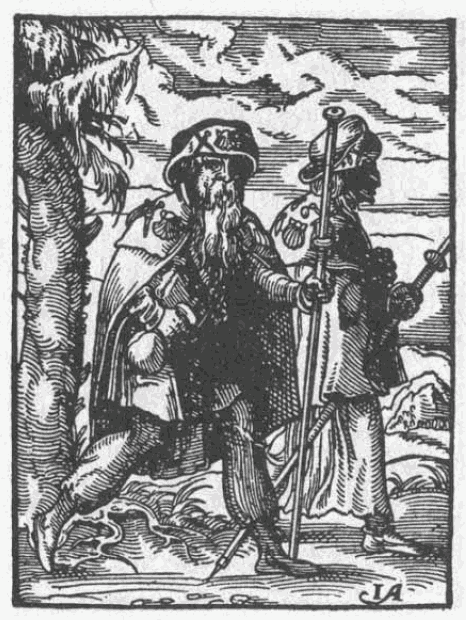
Pèlerin de Saint-Jacques-de-Compostelle avec sa besace, son bourdon et sa coquille Saint-Jacques fixée au chapeau. Gravure de 1568.

#### Pèlerinages dans l'histoire
Les pèlerinages se développent au IIIe siècle dans les principaux lieux saints mentionnés dans les Évangiles et dans l'Ancien Testament, dont Origène a recherché les traces, particulièrement les lieux de la Passion du Christ qui donne naissance au site du Saint-Sépulcre. Considérés comme une part essentielle du christianisme par l’édit de Milan promulgué en 313, ils se développent surtout à partir du IVe siècle qui voit la découverte légendaire de la Sainte Croix par sainte Hélène, mère de l'empereur Constantin Ier et le développement, de manière désordonnée, des tombeaux des martyrs.

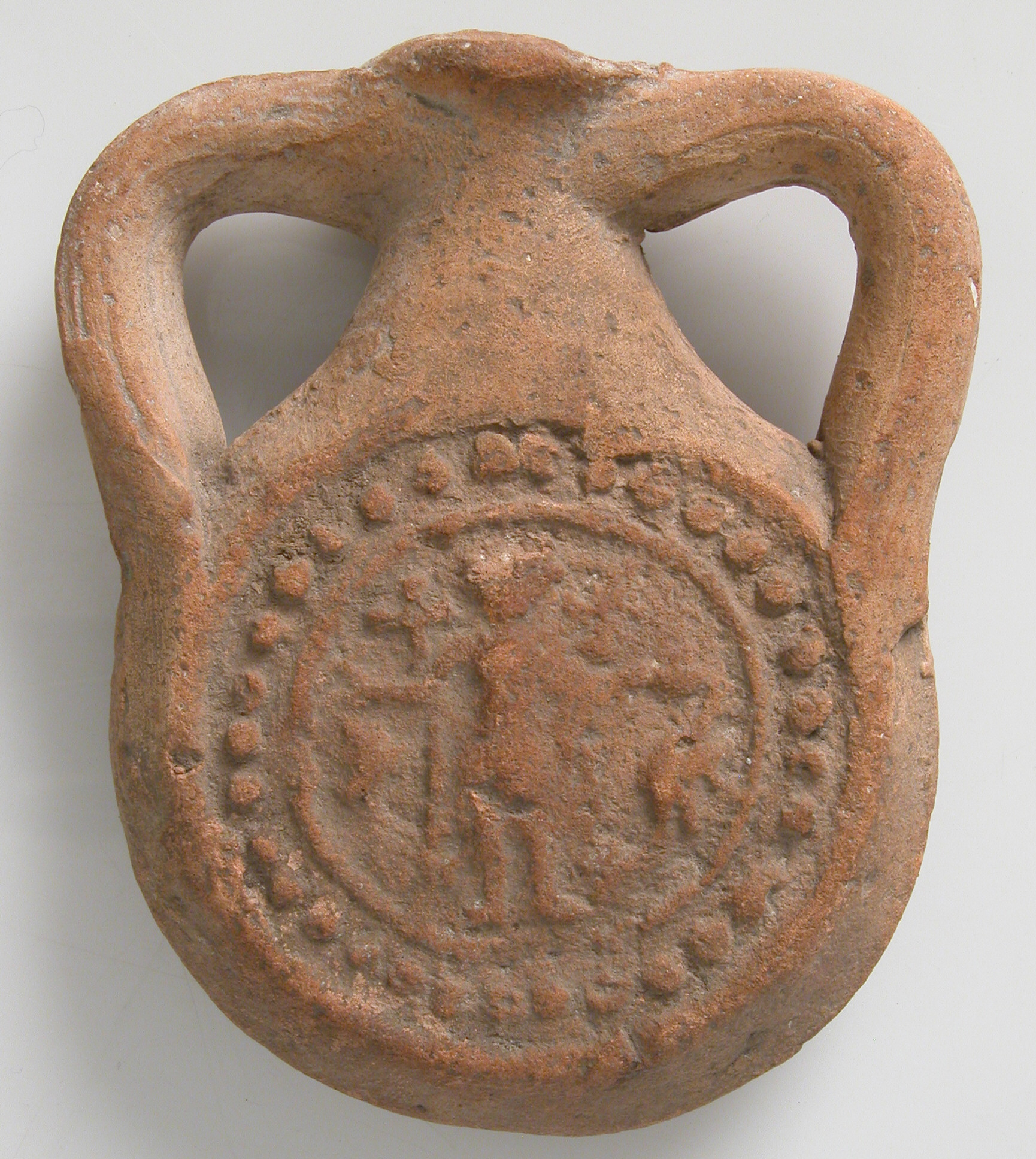
Ampoule copte de pèlerinage (Égypte, entre le IVe siècle et le VIIe siècle). New York, MET.

La plus ancienne description écrite de pèlerins chrétiens et de pèlerinages en Terre sainte est celle de l’Anonyme de Bordeaux, récit qui raconte comment un habitant de Bordeaux s'est rendu en pèlerinage à Jérusalem en l'an 333. Les Pères de l'Église se méfient de ces premiers pèlerinages, sources de dissipation et d'abus tels que des péchés : de gourmandise, de luxure ou du commerce des reliques (la maxime du moine Thomas a Kempis qui multum peregrinantur, raro sanctificantur confirme ces constats et ces craintes). Ce religieux considère que les pèlerinages ne sont pas nécessaires car le croyant peut honorer Dieu partout.

Les pèlerinages chrétiens au Moyen Âge, contrairement à une idée reçue développée au XIXe siècle, sont rarement entrepris par des personnes se déplaçant en foules et ne voyageant que par piété (pèlerinage pénitentiel ou à l'occasion de jubilés comme l'attestent les archives de pénitencerie) sur des routes bien balisées ; il s'agit le plus souvent de voyages solitaires ou en petits groupes (essentiellement d'hommes) auxquels se mêlent de nombreux commerçants, sur des routes muletières (le pavage se développe seulement au XIIIe siècle). Ces petits groupes sont animés par des raisons pieuses ou moins pieuses : d'un côté la foi, la repentance ; de l'autre, le défi, les affaires, le souhait de rompre avec sa famille, avec son milieu professionnel, parfois une démarche à dominante touristique (découverte de nouveaux monuments, cuisines, personnes). À cette époque se généralise la  pratique du « pèlerinage par procuration ». Il peut s'agir alors soit d'un pèlerinage posthume, prescrit par testament, le vœu de pèlerinage étant transférable à ses héritiers, soit d'un pèlerinage vicaire, accompli par autrui de son vivant . Le pèlerinage par procuration est une pratique toujours vivante et encadrée chez les musulmans (hajj badal). 

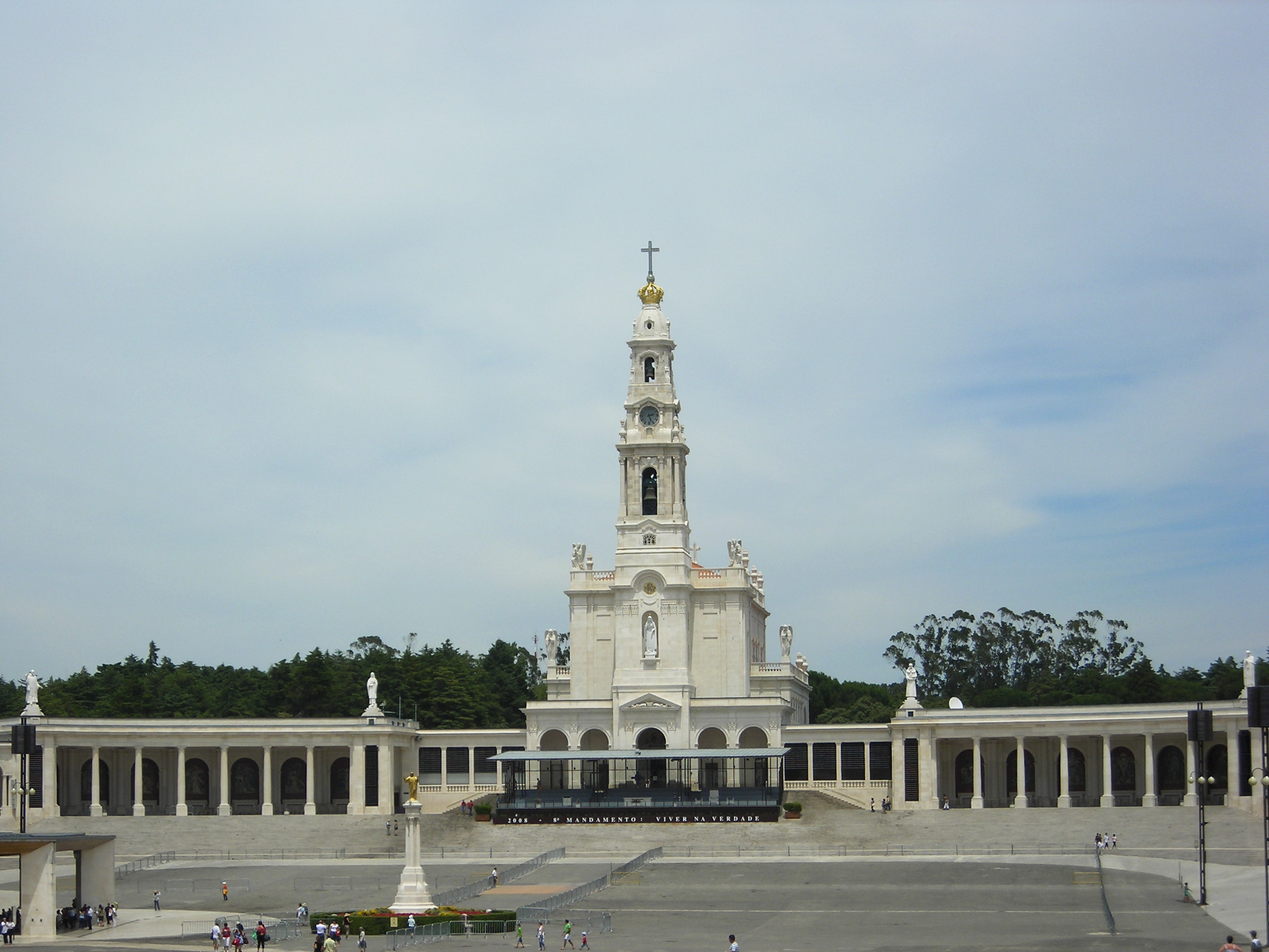
Le sanctuaire de Notre-Dame de Fátima, au Portugal.

Les sanctuaires lointains sont des destinations pour ceux qui en ont les moyens (« pèlerinage au long cours »). C'est ainsi que le Moyen Âge n'est pas l'âge d'or c'est plutôt l'âge mythique du pèlerinage, les foules pèlerines de cette époque appartenant à l'imaginaire populaire. Déjà à l'époque carolingienne se développe la protection juridique du pèlerin et s'organise ainsi progressivement un ordre des pèlerins (ordo peregrinorum) et une loi des pèlerins (lex peregrinorum), constituant un statut du pèlerin. Au cours du Moyen Âge s'organisent les grands sanctuaires de pèlerinage de la chrétienté qui jouent un rôle religieux et culturel, tout en répondant également à une nécessité économique (production et ventes d'objets souvenirs, offrandes, structures d'accueil qui assurent d'importants revenus au sanctuaire). Les pèlerins sont progressivement encadrés (gîtes et couverts) soit en raison des dangers qui guettent les voyageurs, soit pour éviter que certains ne se servent de ce déplacement comme motif pour rompre avec leur milieu d'origine.

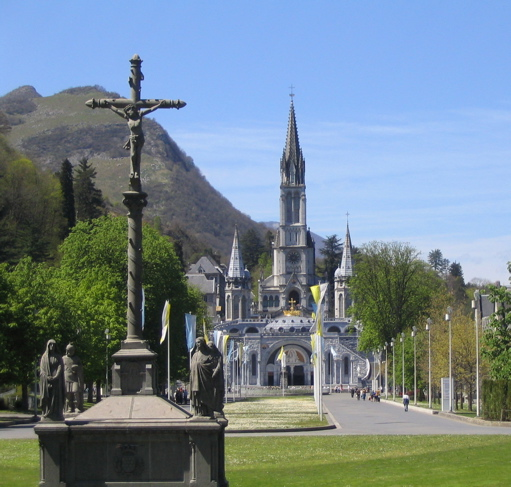
Le sanctuaire de Notre-Dame de Lourdes, en France.

Le premier jubilé formellement organisé par la papauté fut décrété en 1300 par le pape Boniface VIII, qui invitait les chrétiens à se rendre à Rome pour bénéficier de l'indulgence plénière accordée auparavant aux Croisés. Cette décision s'explique par la perte du royaume de Jérusalem qui rendait difficile le pèlerinage à Jérusalem et développait, par contre-coup, fortement celui de Rome. Le but premier du pèlerin médiéval est la possibilité de « toucher » les reliques qui lui assure, outre le sacrifice financier ou temporel qu'il suppose, une plus grande efficacité que la prière à distance du saint.
À partir du XIVe siècle, les lieux traditionnels de pèlerinage déclinent en raison du mouvement de la devotio moderna qui privilégie le pèlerinage spirituel, intérieur, de l'insécurité des routes pendant la guerre de Cent Ans et des guerres de religion. À partir du XVIe siècle, les conditions changent : le protestantisme condamne les pèlerinages, prétexte au vagabondage, aux loisirs ou à l'idolâtrie et les États qui se centralisent veulent contrôler le déplacement de personnes). Dès lors, le pèlerinage régional ou local, contrôlé par les clercs, est privilégié (« pèlerinage de recours » favorisé par les récits de miracles liés à des sanctuaires locaux, pèlerinage expiatoire et judiciaire). Lorette et sa sainte Maison deviennent alors le lieu du pèlerinage le plus important de l’Occident chrétien, accueillant en son enceinte plusieurs centaines de milliers de pèlerins lors des jours saints, tandis que fleurissent également dans toute l’Europe des lieux de culte en l’honneur de Notre-Dame de Lorette le plus souvent financés par les populations locales.
Au XVIIIe siècle, la philosophie des Lumières critique le commerce des reliques et le trafic d'indulgences dont le pèlerin peut bénéficier (notamment des prières ou mortifications réalisées dans son diocèse plutôt qu'effectuer un long pèlerinage). Elle est en partie à l'origine du fléchissement du « pèlerinage au long cours », celui de proximité se maintenant. Celui-ci se solde par la mise sous scellé du sanctuaire de Lorette par Napoléon, avec la saisie des reliques et de la statue de la Madone, ainsi que le pillage et la destruction d’œuvres d’art par ses troupes. Lorette redevient alors objet de pèlerinage local, oublié du reste de l’Occident.

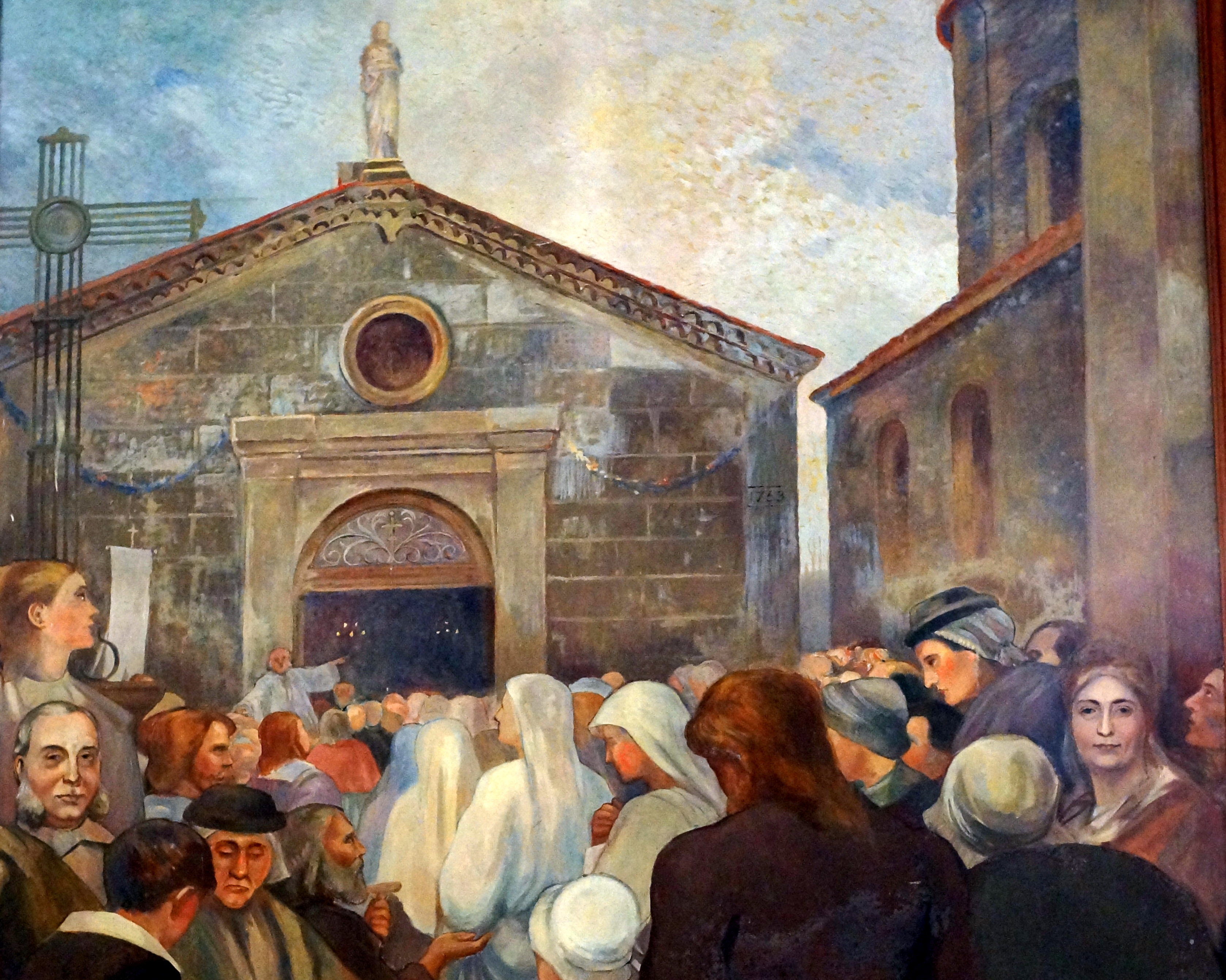
Pèlerinage paroissial au XIXe siècle

Au XIXe siècle se redéveloppe le pèlerinage grâce à des modes de transport plus rapides tels les char-à-bancs pour le pèlerinage de proximité dont le renouveau est attesté par le processus de « recharge sacrale » de leurs sanctuaires (restauration de saints déjà existants, invention de nouveaux saints ou de nouvelles reliques), et les chemins de fer pour le « pèlerinage au long cours ». La réouverture du pèlerinage de Jérusalem favorise ce phénomène. Le culte marial se développe particulièrement au milieu de ce siècle, avec les pèlerinages pour Notre-Dame de Lourdes, Notre-Dame de La Salette ou Notre-Dame de Pontmain.

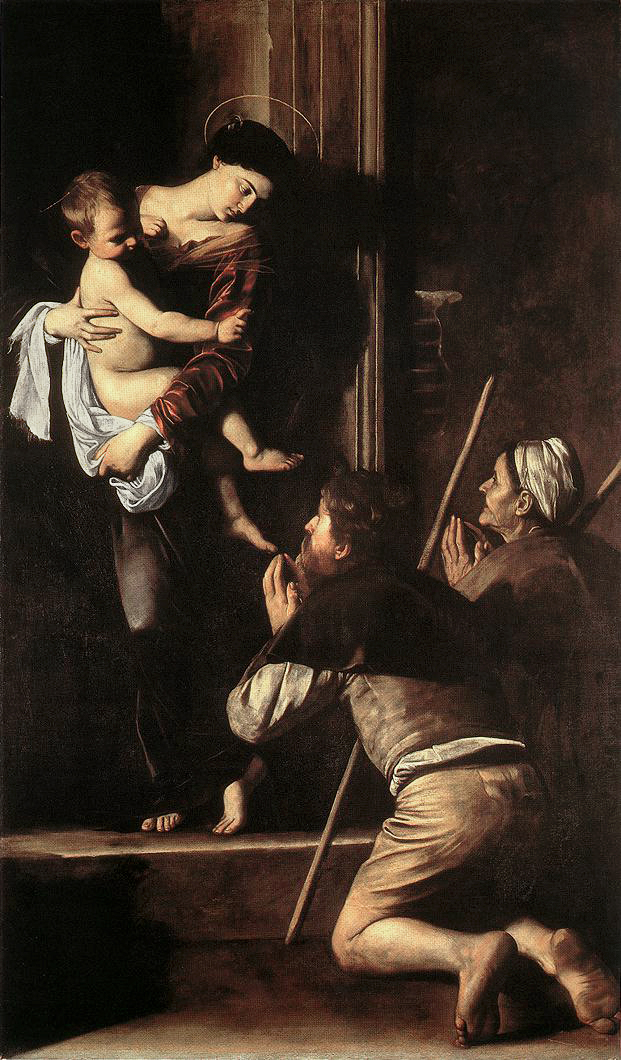
Madone de Lorette ou la Madone des pèlerins, Le Caravage

Aujourd'hui, beaucoup de pèlerinages ne sont plus le fait de fervents pratiquants menant une démarche religieuse rigoureuse ; ils sont utilisés pour obtenir une faveur divine (pèlerinage propitiatoire, notamment par la pratique de « déposer un ex-voto », pèlerinage de guérison), remercier d’une grâce obtenue (pèlerinage gratulatoire), ou faire du tourisme religieux au cours de vacances thématiques, de retraite spirituelle ou de visites de destinations culturelles. Il n'en reste pas moins qu'il y a un renouveau du pèlerinage au long cours depuis les années 1980, en lien avec la mode de la randonnée pédestre en liberté ou accompagnée.

#### Pèlerinages actuels
Parmi les pèlerinages catholiques actuels, on peut retenir :
- Les pèlerinages mariaux dédiés à la Vierge Marie, par exemple à Lourdes et à Fatima. Ces pèlerinages peuvent se faire individuellement ou en groupe, de préférence en consultant le calendrier proposé pour s'inscrire dans une occasion particulière, comme le pèlerinage national de Lourdes tous les 15 août.

- Les pèlerinages des pères de famille qui se sont développés au début des années 2000 sous le patronage de Saint-Joseph[30] pour que chaque pèlerin réfléchisse à son rôle de père dans la famille. Les chapitres non mixtes d'une trentaine de pèlerins chacun sont organisés par les paroisses. Chaque chapitre choisit un itinéraire pour se rendre à Vézelay, à Cotignac ou au Mont-Saint-Michel lors d'un long week-end de la fin de mois de juin. Une vingtaine de chapitres convergent ensuite pour se retrouver dans une célébration religieuse commune dans l'abbaye choisie. Il existe aussi des pèlerinages de mères de famille.

- Le pèlerinage de Saint-Jacques de Compostelle sous le patronage de l'apôtre Saint Jacques le majeur représente une longue marche. Pour un départ de France : d'environ 1.500 kilomètres jusqu'à 'Espagne. 300.000 pèlerins par an choisissent une ville de départ telle que Vézelay, Le Puy en Velay ou Paris. Les itinéraires balisés associés permettent à chacun de progresser à son rythme, de manière individuelle ou collective [31].

- Le pèlerinage de Chartres est populaire chez les étudiants et chez les traditionalistes catholiques. Les pèlerins marchent en chapitres et parcourent soit la distance complète d'environ cent kilomètres de Notre-Dame de Paris à Notre-Dame de Chartres soit un trajet allégé. Une version a lieu pendant le week-end de la Pentecôte[32].

### Pèlerinages orthodoxes
Il existe aussi nombre de pèlerinages dans le christianisme orthodoxe, comme celui de saint Serge de Radonège à la Trinité-Saint-Serge, près de Moscou. Depuis la chute du rideau de fer, de nombreux chrétiens orthodoxes se rendent à la Basilique San Nicola de Bari (Italie), afin de se recueillir devant les reliques de Nicolas de Myre.

## Pèlerinages musulmans
En islam, le pèlerinage se fait en principe vers les trois grands lieux saints de l'islam : La Mecque et la mosquée al-Haram, Médine et la mosquée du Prophète, Jérusalem et la mosquée al-Aqsa, suivant un hadith de Mahomet disant « Ne selle ta monture que pour te rendre [à ces] trois mosquées (...) ».
Le pèlerinage (hajj) à La Mecque et ses proches environs, rassemble deux millions de pèlerins par an. Il se subdivise en deux types : d'une part, le hajj ou « grand pèlerinage », qui s'effectue entre les 8 et 13 du mois lunaire de Dhû al-hijja. L'accomplir est un des cinq piliers de l'islam. Tous les musulmans qui en ont la capacité doivent en principe le faire au moins une fois dans leur vie. D'autre part, la 'umrah ou « petit pèlerinage » peut se faire à n'importe quel moment de l'année, contrairement au « grand pèlerinage » qui se déroule invariablement aux mêmes dates; mais il ne suffit pas à satisfaire à l'obligation canonique du hajj. L'umrah est souvent pratiquée par les pèlerins avant d'entamer le hajj proprement dit, ce qui permet se satisfaire à l'appel du Coran (sourate 2, v. 192) : « Faites entièrement le Grand et le Petit Pèlerinages pour Dieu! »
Il existe aussi de nombreux pèlerinages extra-canoniques (ainsi nommés car ils sont d'abord la manifestation d'une piété populaire) vers les tombes ou mausolées de prophètes ou de saints soufis, appelés Ziyarat (« visites (pieuses) »), dans l'ensemble du monde musulman, tant chez les sunnites que chez les chiites. Parmi ces visites pieuses, les pèlerinages de l'urs sont effectués sur la tombe d'un saint soufi à l'occasion de l'anniversaire de sa mort. Cette pratique est répandue en Asie du Sud, et elle est particulièrement populaire en Inde.

## Pèlerinages baha’is
Dans le bahaïsme, Bahá’u’lláh a prescrit, dans le Kitáb-i-Aqdas, le pèlerinage vers deux endroits : la maison de Bahá’u’lláh à Bagdad en Irak, et la maison du Báb à Chiraz en Iran. Dans deux tablettes séparées, connues sous le nom de Suriy-i-Hajj, Bahá’u’lláh a prescrit des rites spécifiques pour chacun de ces pèlerinages. Le pèlerinage est recommandé pour les hommes et les femmes qui en sont capables, mais les croyants sont libres de choisir entre les deux destinations, chacune étant considérée comme suffisante. Actuellement, ces deux lieux de pèlerinage sont inaccessibles aux baha’is. Ce pèlerinage n’est pas considéré comme un pilier de la foi.
Plus tard, ‘Abdu’l-Bahá désigna le tombeau de Bahá’u’lláh à Bahji (la qiblah) comme lieu de pèlerinage (ziyarat) additionnel. Aucun rite spécifique n’a été prescrit pour ce lieu. À nouveau, ce pèlerinage n’est pas un pilier ni une obligation, mais une recommandation afin de rendre hommage aux personnes centrales : Bahá’u’lláh et le Báb. Beaucoup de baha’is le font.

## Pèlerinages hindous

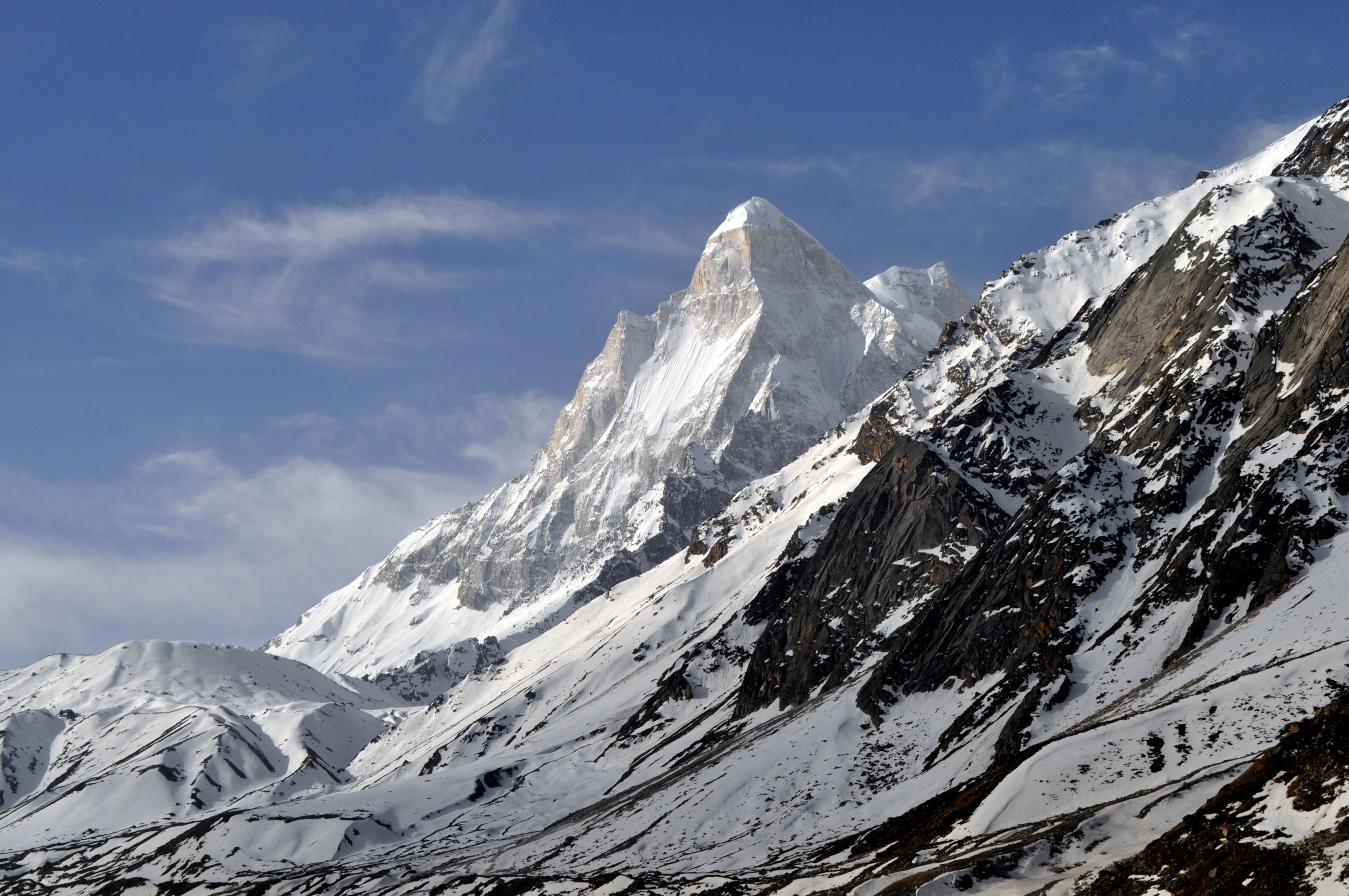
Glacier de Gangotri, la source du Gange

L'hindouisme est une religion qui donne beaucoup d'importance aux pèlerinages. Le plus vieux pèlerinage du monde encore pratiqué est le pèlerinage hindou de Kurukshetra dans l'état indien de l'Haryana. Il y a plusieurs lieux saints d'une grande importance pour les hindous.
Le plus important pèlerinage hindou en Inde est le Char Dham (en) / चार धाम, C'est un circuit en quatre étapes, qui ont la particularité de correspondre aux quatre points cardinaux à travers le sous-continent. Ce pèlerinage s'est créé d'après les enseignements et le voyage du saint Adi Shankaracharya[réf. nécessaire]. On a ainsi Badrinath-बद्रीनाथ, étape la plus septentrionale, sanctuaire du Seigneur Badrinarayan (Vishnou), dans la vallée de l'Alaknanda dans l'Himalaya (Uttarakhand). Ensuite Dwarka-द्वारका, l'étape la plus occidentale, sanctuaire du Seigneur Dwarkadhish (Krishna), dans la presque-île de Dwarka dans le Gujarat. Puis Rameshwaram-रामेश्वरम्, étape la plus méridionale, sanctuaire du Seigneur Ramesham (Shiva), dans l'île de Rameshwaram (Tamil Nadu). Et enfin, Puri-पुरी, étape la plus orientale, sanctuaire du Seigneur Jagannath (Krishna), dans l'Odisha.
On a ensuite le Chota Char Dham Yatra / छोटा चार धाम, pèlerinage des sources du Gange et de ses affluents, à faire dans l'ordre d'importance des lieux : Gangotrî-गंगोत्री, la source du Gange, Yamunotri-यमुनोत्री, la source de la Yamunâ; Kedarnath-केदारनाथ, la source de la Mandakini; Badrinath-बद्रीनाथ, la source de l'Alaknanda.

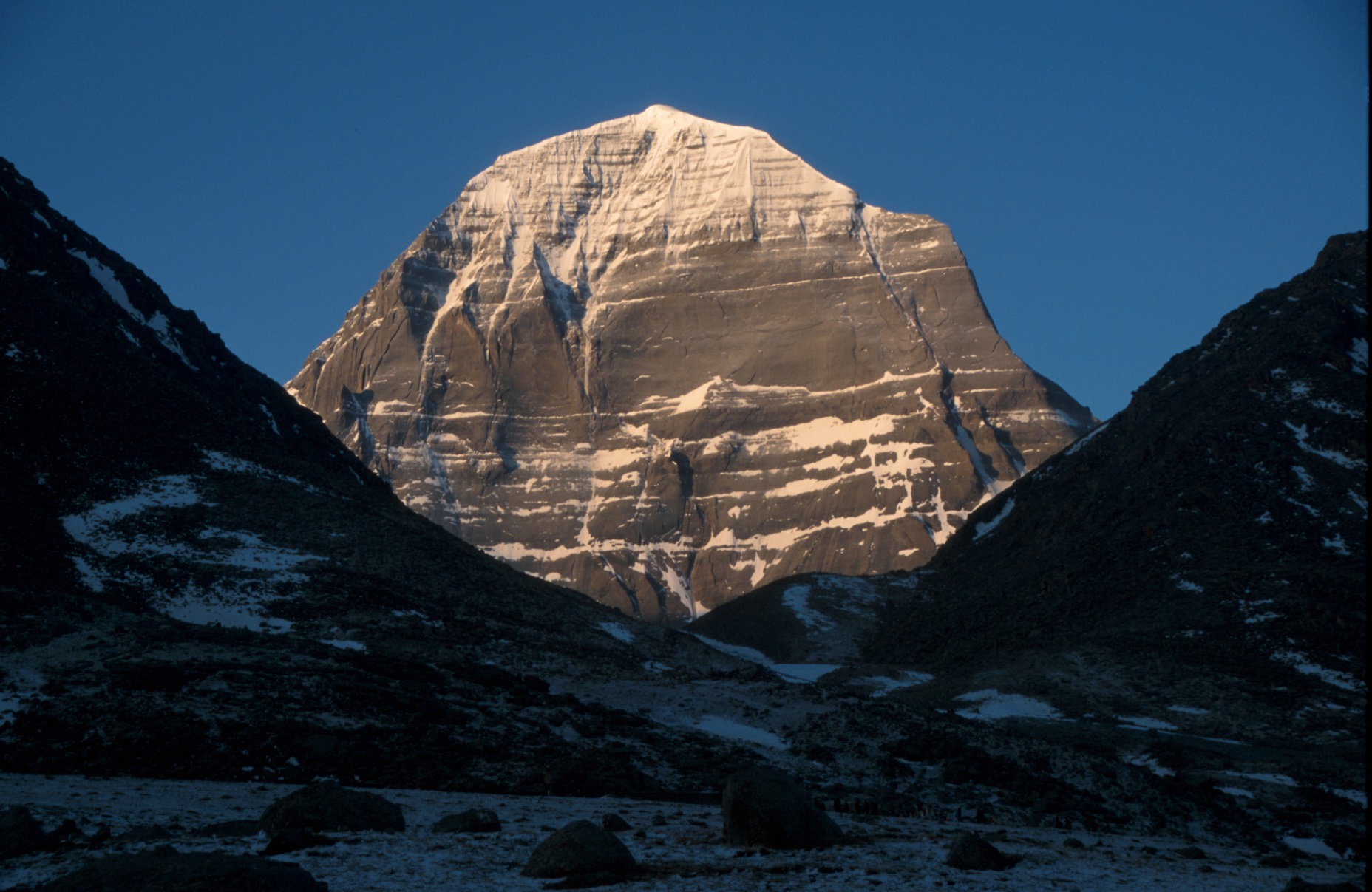
Mont Kailash, haut lieu des pèlerinages hindous.

Par ailleurs, le pèlerinage de la Kumbhamelâ / कुम्भ मेला se déroule à tour de rôle dans les villes de Nâsik-नाशिक (Maharashtra), Ujjain-उज्जैन (Madhya Pradesh), Prayagraj-प्रयागराज, appelée aussi Prayâga (Uttar Pradesh), Haridwâr-हरिद्वार (Uttarakhand). Chacune d'elles reçut une goutte d'amrita lors du barattage de la mer de lait et cet événement est chaque trois ans, à tour de rôle dans ces villes.
Le Jyotirlinga / ज्योतिर्लिङ्ग, le pèlerinage des douze linga de Shiva. On a aussi le Kailash Mansarovar Yatra / कैलाश मानसरोवर यात्रा, pèlerinage de la demeure de Shiva situé au Tibet en trois lieux: le Mont Kailash, le Lac Manasarovar et le Lac Rakshastal
Les Sapta Sindhu / सप्त सिंधू, sont les sept rivières sacrées de l'Inde. Elles font l'objet d'un pèlerinage visant à la purification et la salvation. On a ainsi l'Indus, fleuve le plus septentrional du pays, qui a longtemps été un cours d'eau très symbolique et spirituel dans la culture indienne. Ce cours d'eau est aujourd'hui principalement vénéré par les Sindis. 2) Le Gange, fleuve le plus saint de l'Inde dont le pèlerinage est le plus important aux yeux des fidèles. 3) La Yamuna affluant du Gange qui a une importance particulière pour les Krishnaïtes (en), les Vishnouïtes Gaudiya et les dévots de Krishna, du fait de l'enfance passée par cet avatar sur les rives de cette rivière. 4) La Narmada, (Inde centrale), est traditionnellement considérée plus pure que le Gange lorsque celui-ci est pollué par l’indifférence humaine. 5) Le Godavari , fleuve du Deccan prenant sa source non loin de Nashik, devient un centre de pèlerinage important en temps de Pushkaram (en). 6) La Kaveri, (Inde du Sud), est essentiellement vénérée par ses riverains, par les Vishnouïtes et les dévots de Ranganath (Vishnou). 7) Enfin, la Sarasvati, septième fleuve sacré de l'Inde, mais dont le culte n'est que très peu voire pas développé du fait que cette rivière a disparu entre 3000 et 2000 av. J.-C. Sa localisation géographique va de l'Himalaya (Himachal Pradesh) jusqu'au Kutch (Gujarat) en passant par le Penjab et le Rajasthan. Ce fleuve mentionné dans les Védas disparaît à la suite d'une catastrophe d'origine sismique ayant pour conséquence l'assèchement de son bassin fluvial et la création du désert du Thar. Cependant, plusieurs de ses anciens affluents (non himalayens) sont toujours objet de culte.
Les hindous croient que se rendre dans ces endroits mène au moksha, la libération du cycle des renaissances, le saṃsāra. On ajoutera encore à cette série de lieux le Bromo, un volcan sacré des hindouistes indonésiens sur l'île de Java dédié à Brahmâ.

## Pèlerinages jaïns

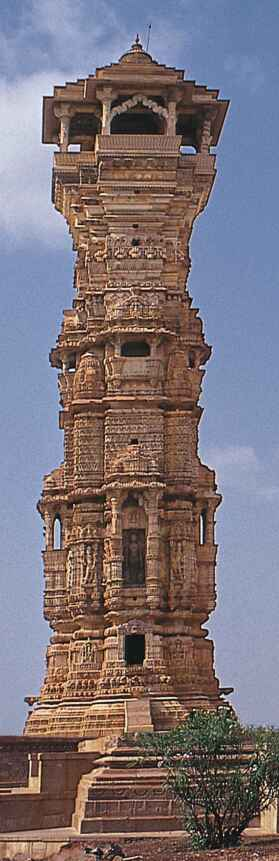
La tour de la Renommée (Kîrti Stambha), à Chittor.

Au cœur du jaïnisme, se trouve vingt-quatre personnages appelés en sanskrit les Tirthankara, c'est-à-dire les « faiseurs de passages » — vers la Délivrance (moksha) du cycle des existences (samsara). Ils sont aussi porteurs du titre de Jina (« vainqueur »). Les fidèles entreprennent donc des pèlerinages (tîrtha-yâtrâ, littéralement « voyages vers les lieux saints ») vers différents lieux associés à la biographie de chacun de ces personnages, dans le but de manifester leur dévotion et de pratiquer des rites qui les rapprochent des moines. Ceux-ci (surtout des membres du courant shvetambara) font d'ailleurs souvent, eux aussi, des pèlerinages, aux côtés des fidèles laïcs, afin de manifester leur piété.
Les lieux de pèlerinage sont essentiellement les endroits où les Jina ont atteint la délivrance. Seul cet événement importe, si bien qu'il n'y a aucun lien entre les lieux de pèlerinage et d'éventuelles reliques
Les pèlerins cheminent pieds nus et doivent souvent gravir de (très) longs escaliers pour atteindre les sanctuaires, dont plusieurs se trouvent sur des éminences. 

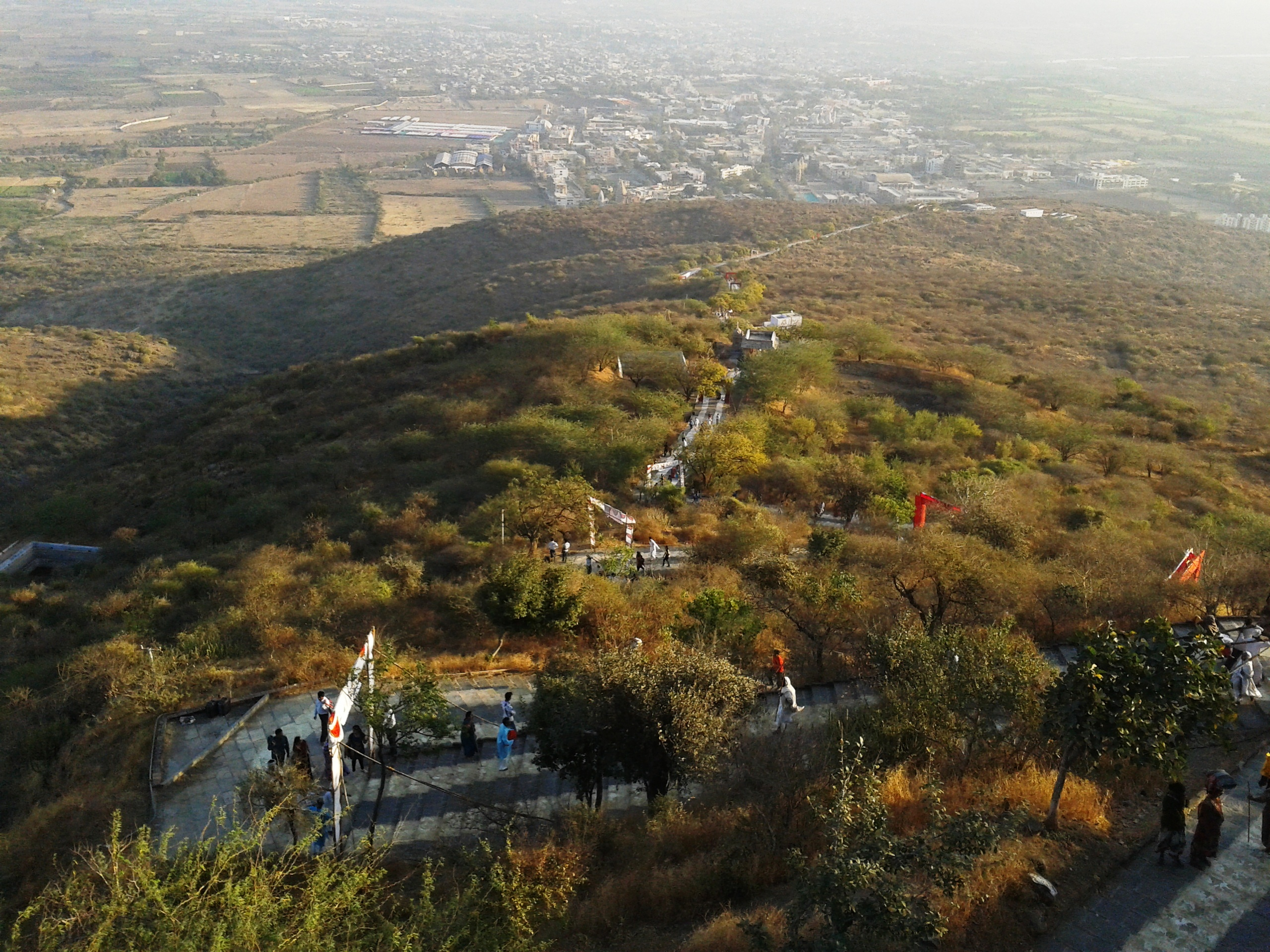
Pèlerins jaïns gravissant les escaliers de la colline Satrujaya. En arrière-plan, la ville de Palitana.

Parmi les lieux sacrés les plus fréquentés, on peut citer Ayodhyâ (Uttar Pradesh), qui, selon la tradition jaïne, a vu naître plusieurs Tirthankara, et a reçu la visite du dernier d'entre eux, Mahâvîra. On a aussi Sammet Shikar (Bihar), où vingt Tirthankara sont parvenus à la libération du cycle des réincarnations, ainsi que Shatrunjaya-Palitana (Gujarat), avec ses 863 temples répartis en onze enceintes (basti) renfermant chacune plusieurs édifices. Ranakpur (Rajasthan), où se trouve le plus grand temple jaïn[réf. nécessaire]. Il s'agit le plus souvent de sites avec des lieux d'accueil sacrés, appelés dharmashâlâ, sur place ou à proximité, réservés à l'hébergement des pèlerins et des visiteurs. 
Tout jaïn doit faire au moins un pèlerinage, dans sa vie, à l'un de ces lieux saints. Néanmoins, on peut trouver des temples jaïns hors d'Inde, aux États-Unis, en Afrique et en Europe (en Grande-Bretagne tout particulièrement) ; le plus grand site de pèlerinage du jaïnisme en Europe, à l'heure actuelle, est le temple jaïn d'Anvers,,, en Belgique, et il est par ailleurs le plus grand temple jaïn hors d'Inde.

## Pèlerinages bouddhistes

### Inde

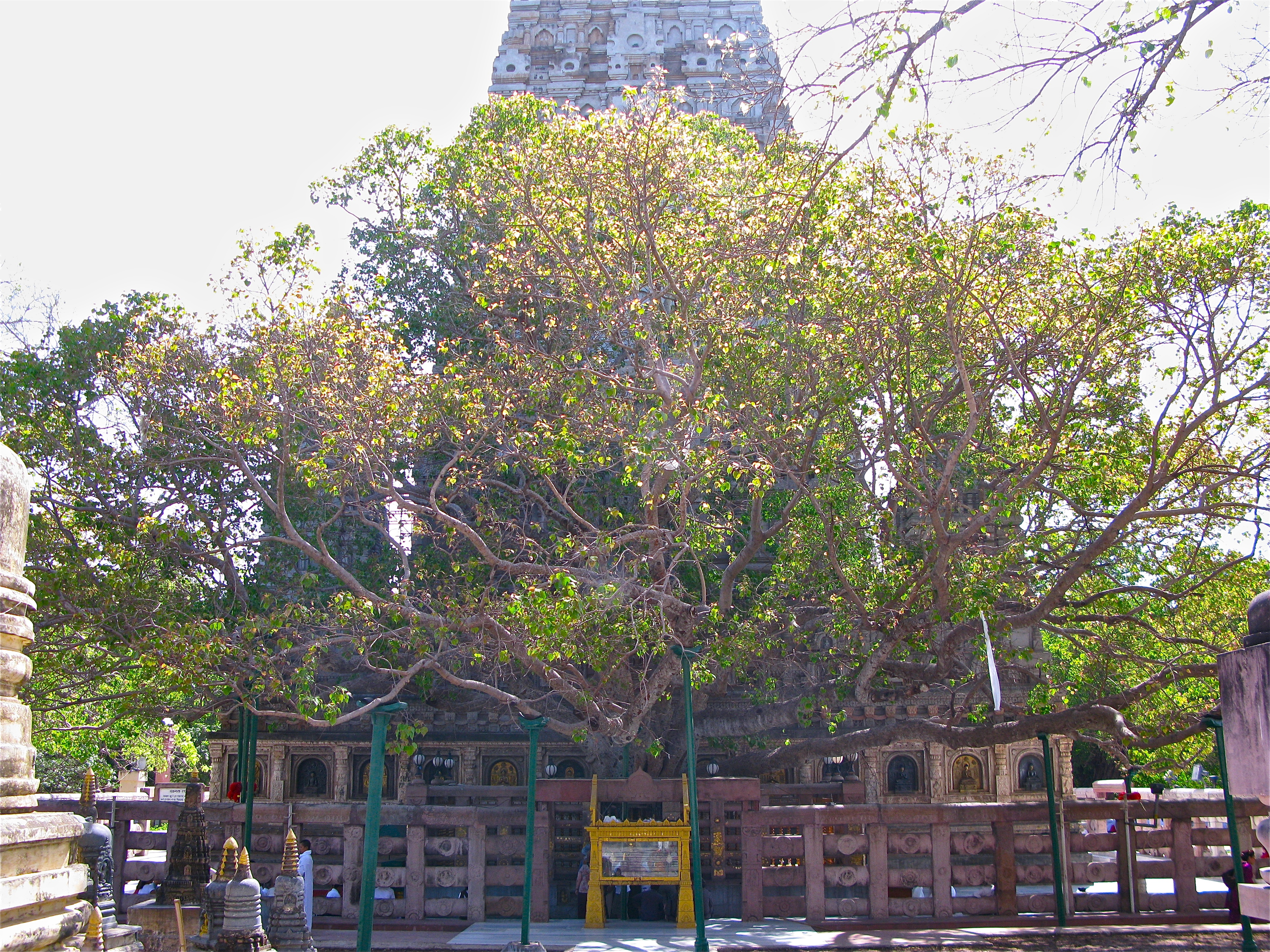
L'arbre de la boddhi à Bodh Gaya.

Le pèlerinage est une pratique assez répandue dans le bouddhisme. Les raisons pour l'accomplir sont diverses : revivre des événements de la vie des personnages saints, en particulier le Bouddha Gautama, acquérir des mérites, bénéficier de l'influence positive des lieux saints et de l'arbre de la boddhi ou encore réaliser un vœu de pèlerinage. Une liste de huit lieux (les mahâsthâna ou« grands sites ») où se sont déroulés des événements importants de la vie du Bouddha.
Les quatre premiers et les plus anciens de ces sites — mentionné dans le Mahaparinibbana Sutta —sont ceux liés à la vie du Bouddha : 1) Lumbinî, lieu de sa naissance ; 2) Bodh-Gaya, le lieu de l'illumination ; 3) Sârnâth , lieu de son premier sermon ; 4) Kusinara (maintenant Kusinâgar, Inde), lieu de son entrée dans le paranirvana et de sa mort. C'est le Bouddha lui-même qui a recommandé d'accomplir ces visites avec une grande vénération. Pour les bouddhistes, le lieu le plus important est Bodh-Gaya, où se trouve un très vieil arbre de la boddhi, le rejeton de l'arbre sous lequel le Bouddha s'est éveillé.
À ces quatre endroits s'ajoutent, entre le troisième et le cinquième, 5) ce qui est connu comme le double miracle du Bouddha accompli à Srâvasti, 6) la descente du ciel de Tusita (à Sâmkâsya près de Srâvasti), 7) la soumission de Nâlâgiri, un éléphant ivre et furieux que Devadatta a fait lâcher contre son cousin Gautama à Râjagriha, et 4) l'acception de l'offrande d'un singe à Vaisâli.
D'autres lieux saints sont souvent inclus dans des circuits de pèlerinage bouddhiste en Inde et au Népal, liés peu ou prou à la vie du Bouddha. Par exemple, le sanctuaire Maha Kassapa, sur la colline Hành Kukkutapa Tapada, dans l'état de Bihar (Inde) ; la grotte de Dungeshwari (où Bouddha aurait médité quelque temps avant d'arriver à Bodh-Gaya) ; le stupa de Sujata (en) (marquant le lieu à proximité de Bodhgaya où Sujata, une paysanne, offrit au Bouddha un bol de lait que Gautama accepta, renonçant ainsi à sa longue période d’ascétisme extrême. Il y a aussi Nâlandâ où se trouvait la première université bouddhiste ; Rajgir, avec la cabane Gandhakuti dans le parc de Jetavana (en), où le Bouddha séjournait pendant les saisons de pluie) ; Kapivalastu-Piprâwâ, dans l'état d'Uttar Pradesh, ancien Sankissa, où le Bouddha séjourna.

### Tibet
Le mont Kailash et le lac Manasarovar, tous deux situés au Tibet occidental, lieux de pèlerinage hindou, sont également visités par des pèlerins bouddhistes tibétains et bön.

### Japon
Au Japon, la tradition des pèlerinages bouddhistes (japonais: junrei) devint populaire à l'époque de Heian, après qu'un religieux du nom de Shinnyo (799-865) eut fait le pèlerinage en Inde. Parallèlement à la dévotion à Kannon se développèrent des circuits de pèlerinage aux trente-trois « sanctuaires de l'ouest » et aux trente-trois « sanctuaires de l'est » autour de Kyoto (dans le Kansai), car à chaque de ces endroits Kannon se serait manifestée sous une de ses trente-trois apparences (sanjûsan-ôgeshin),. Le pèlerinage des 88 temples à Shikoku suit les traces du moine Kûkai, le fondateur du bouddhisme shingon — ses pèlerins sont nommés henro. Tant à Shikoku qu'à Kyoto, le pèlerin fait tamponner un carnet de pèlerinage à chaque étape, afin d'attester sa présence et aussi de garder un souvenir de son pèlerinage. La tradition de ces pèlerinages se répandit surtout à l'époque d'Edo, pour des raisons religieuses, aussi fréquemment pour se distraire. Il arrive souvent que les fidèles bouddhistes se contentent de visiter l'un ou l'autre de ces temples, ne disposant pas du temps nécessaire pour parcourir l'ensemble de l'un de ces circuits.

## Pèlerinages shintos (Japon)
Le shintoïsme japonais propose d'un côté des pèlerinages vers des sanctuaires, comme l'Ise-jingū (le plus importants de tous) ou encore le sanctuaire Yasukuni, (également objet d'un pèlerinage controversé des nationalistes japonais), et, de l'autre, des lieux naturels : le Mont Fuji, lieu de pèlerinage pédestre et de recueillement ainsi que le Mont Ontake ou encore les monts Kii, dont les routes de pèlerinage sont classées au patrimoine mondial de l'Humanité.

## Autres
Le pèlerinage à Grand-Pré, au Canada, a lieu pour commémorer la déportation des Acadiens, ayant eu lieu à cet endroit en 1755. Ce pèlerinage n'est donc pas religieux, bien qu'il soit relié à la religion catholique car finissant à l'église-souvenir.
Le concept du pèlerinage a été également trouvé dans l'Amérique centrale précolombienne. Les lieux importants de pèlerinage étaient : Teotihuacán (toujours visité des siècles après que ses bâtiments furent tombés en ruine), dit pour être le lieu où les dieux se sont réunis pour projeter la création de l'humanité ; Chichén Itzá, particulièrement le Cenote sacré, un puits naturel consacré au dieu Chac de pluie, lieu de sacrifices ; Izamal, consacré au dieu créateur Itzamna ; Cozumel, consacré à Ix Chel, déesse de la lune et de l'accouchement.

## Bien culturel
Depuis mars 2020, « les pratiques d'itinérance et de pérégrination au Mont-Saint-Michel » en Normandie sont inscrites à l'inventaire national du patrimoine culturel immatériel de la France en vue d'une candidature d'inscription sur la liste du patrimoine culturel immatériel de l'humanité.